# Asahi Optical Co. Takumar 55mm f/2
De Asahi Optical Co. Takumar 55mm f/2 is een objectief voor Pentax-SLR. Met een brandpuntafstand van 55mm en een diafragmawaarde van f/2 is het niet het snelste 55mm objectief van Asahi maar wel een van de goedkopere. Op camera's met APS-C sensoren is het een degelijke portretlens. De lens is bijna volledig uit metaal op de focus ring na, die is nog omgeven met een rubberen ring.
| Naam               | Elementen | Groepen | Mfa   | Gewicht | filtergrootte | van  | tot  |
| ------------------ | --------- | ------- | ----- | ------- | ------------- | ---- | ---- |
| Auto-Takumar       | 6         | 5       | 55 cm | 175g    | 46mm          | 1959 | /    |
| Super-Takumar (II) | 6         | 5       | 45 cm | 164g    | 46mm          | 1962 | 1963 |
| Super-Takumar      | 6         | 5       | 45 cm | 215g    | 46mm          | 1963 | 1973 |
| SMC-Takumar        | 6         | 5       | 45 cm | 201g    | 46mm          | 1973 | 1975 |